# Jeanna Falk
Jeanna Bjuggren, conocida por su nombre de soltera Jeanna Falk (15 de agosto de 1901 - 16 de julio de 1980) fue una bailarina y profesora de danza sueca.
Falk nació en Estocolmo, Suecia. Estudió danza y música en Hellerau (Dresde). Estudió con el músico Émile Jaques-Dalcroze de 1920 a 1921 y con Mary Wigman, de 1921 a 1923. Jeanna Falk debutó tras unas noches de baile en el continente en Estocolmo en 1924. Aprendió el arte del movimiento expresivo en el Instituto plástico. Realizó viajes de estudios a Alemania, Austria e Italia. Falk fue profesora de danza en el Dramaten en 1926 y a partir de 1939 en el Real Conservatorio de Estocolmo. Interpretó las piezas de danza de Sueño de una noche de verano en el Dramaten en 1927, y el Mercader de Venecia en la Ópera Real de Estocolmo en 1930, y en el Vasateatern en 1936.
Jeanna Falk, cuyos padres fueron Ferdinand Falk e Ida Rosenberger, se casó con el aviador y teniente general Björn Bjuggren (1904–1968) en 1933.  Murió en 1980 en Estocolmo  y fue enterrada en el cementerio de Lidingö.